# Шабельское сельское поселение
Шабельское сельское поселение — муниципальное образование в Щербиновском районе Краснодарского края России.
В рамках административно-территориального устройства Краснодарского края ему соответствует Шабельский сельский округ.
Административный центр — село Шабельское.

## География
Село расположено на побережье Азовское море (южный берег Таганрогского залива) у мыса Сазальник и солёного озера Долгое (Сазальник). Расположено в 28 км северо-западнее районного центра — станицы Старощербиновской (37 км по дороге).

## История
Село Сазальник основано в 1783 году, Ростовского  уезда впоследствии носило название Николаевка, после 1811 года — Шабельское. Это одно из первых русских поселений региона.
В селе имеется памятник павшим в боях за свободу и независимость Родины. Сазальникский маяк.

## Население
| 2010  | 2012  | 2013  | 2014  | 2015  | 2016  | 2017  |
| ----- | ----- | ----- | ----- | ----- | ----- | ----- |
| 2487  | ↘2468 | ↘2436 | ↘2428 | ↘2419 | ↗2420 | ↘2411 |
| 2018  | 2019  | 2020  | 2021  | 2023  |       |       |
| ↗2415 | ↘2374 | ↘2368 | ↘2176 | ↘2106 |       |       |

## Населённые пункты
В состав сельского поселения (сельского округа) входят 2 населённых пункта:
| № | Населённый пункт | Тип населённого пункта | Население (чел.) |
| - | ---------------- | ---------------------- | ---------------- |
| 1 | Молчановка       | хутор                  | ↘38              |
| 2 | Шабельское       | село                   | ↘2449            |

## См.также
- Флаг Шабельского сельского поселения Краснодарского края